# Victoria Moroles
Victoria Moroles (Corpus Christi, 1996. szeptember 4. –) amerikai színésznő, táncos.
Legismertebb alakítása Hayden Romero volt a 2015–2017 között futó Teen Wolf – Farkasbőrben című sorozatban. A Cloud 9 című 2014-es filmben is szerepelt.

## Fiatalkora
Moroles a texasi Corpus Christiben született és a texasi Rockportban nőtt fel. Táncot tanult. Felnőtt korától színházakban is játszik.

## Filmográfia

### Film
| Év   | Magyar cím     | Eredeti cím                   | Szerep       | Megjegyzések                 |
| ---- | -------------- | ----------------------------- | ------------ | ---------------------------- |
| 2009 |                | Liberty Lane                  | Wendy        | rövidfilm                    |
| 2010 |                | The Wicked Waltz              | lány         | rövidfilm                    |
| 2011 |                | The Faithful                  | Mary         | rövidfilm                    |
| 2011 |                | Maddoggin'                    | Violet Diaz  | rövidfilm                    |
| 2013 |                | The First Hope                | Brittany     | rövidfilm                    |
| 2016 |                | Is that a Gun in Your Pocket? | Paula        |                              |
| 2017 |                | Spook                         | Cartoon Host |                              |
| 2018 | Sötét folyosók | Down a Dark Hall              | Veronica     | magyar hangja: Laudon Andrea |
| 2019 |                | Killer Date                   | Chelsea      | rövidfilm                    |
| 2021 |                | Plan B                        | Lupe         |                              |
| 2022 |                | Blood Relatives               | Jane         |                              |
| 2023 |                | Snow Falls                    | Em           |                              |
| 2024 | Négy gólya     | Incoming                      | Gabrielle    | magyar hangja: Kovács Kinga  |
| 2024 |                | The Middle                    | Joanna Baca  | rövidfilm                    |

### Televízió
| Év        | Magyar cím               | Eredeti cím                    | Szerep                   | Megjegyzések                                                         |
| --------- | ------------------------ | ------------------------------ | ------------------------ | -------------------------------------------------------------------- |
| 2012      | CSI: A helyszínelők      | CSI: Crime Scene Investigation | Rosa Flores              | 1 epizód (Vadvirágok)                                                |
| 2014      | Cloud 9                  | Cloud 9                        | Pia                      | - tévéfilm - magyar hangja:[forrás?] - Laudon Andrea                 |
| 2014      | Legends – Beépülve       | Legends                        | tinédzser lány           | 1 epizód                                                             |
| 2015–2017 | Liv és Maddie            | Liv and Maddie                 | Andie Bustamante         | 12 epizód                                                            |
| 2015–2017 | Teen Wolf – Farkasbőrben | Teen Wolf                      | Hayden Romero            | - főszereplő (24 epizód) - magyar hangja:[forrás?] - Berkes Boglárka |
| 2018      | Itt és most              | Here, Now                      | Carla                    | 2 epizód                                                             |
| 2021      |                          | Go Off with Jess & Julissa     | Olivia                   | 1 epizód                                                             |
| 2022      | A vadak                  | The Wilds                      | Marisol                  | 1 epizód                                                             |
| 2022      | Tuca és Bertie           | Tuca & Bertie                  | Muriel Nocturna (hangja) | 1 epizód                                                             |
| 2022      |                          | Bloodthirsty Hearts            | Susu                     | főszereplő (8 epizód)                                                |
| 2022–2023 | Én még sosem...          | Never Have I Ever              | Margot Ramos             | 9 epizód                                                             |
| 2024      | A Grace klinika          | Grey's Anatomy                 | Sophia Valdez            | 1 epizód                                                             |